# Ilka Böhning
Ilka Böhning (* 16. Oktober 1968 in Osnabrück) ist eine ehemalige deutsche Tischtennisspielerin.

## Tischtennis
Ilka Böhning gewann 1983 die Deutsche Meisterschaft der Schülerinnen und 1985 die DM der Jugend. Nach einem dritten Platz bei der Schüler-EM 1983 wurde sie 1986 Vizeeuropameisterin der Jugend im Einzel. Sie war mehrmals deutsche Meisterin im Doppel (1992, 1996 und 1997 mit ihrer Partnerin Nicole Struse, 1999 mit Jie Schöpp) und im Mixed (1988 mit Matthias Höring). 1988 war sie im Einzel deutsche Vizemeisterin, 1995 mit der TSG Dülmen Mannschaftsmeister in der Bundesliga. Mit der deutschen Nationalmannschaft nahm sie an den Weltmeisterschaften 1987 (Platz 14) und 1989 (Platz 19) teil, insgesamt bestritt sie zwischen 1987 und 1989 14 Länderspiele.
Böhning spielte bei mehreren Vereinen:
- 1981–1985: TSG Burg Gretesch
- 1985–1986: SV Hannover-Ahlem
- 1986–1988: TSG Burg Gretesch
- 1988–1989: TuS Jahn Soest
- 1989–1990: Reinickendorfer Füchse
- 1990–1997: TSG Dülmen
- 1997–1998: Bayer Uerdingen
- 1998–2007: DJK TuS Holsterhausen
- ab 2007  : TTVg WRW Kleve (2. Bundesliga Nord)

## Beruf
Ilka Böhning studierte in Münster Medizin. 2004 promovierte sie an der Universität Duisburg-Essen; Thema ihrer Dissertation war „Langfristige klinische und radiologische Ergebnisse eines zementfreien Hüftprothesenschaftes“.

## Turnierergebnisse
| Verband | Veranstaltung                         | Jahr | Ort             | Land | Einzel     | Doppel    | Mixed      | Team |
| ------- | ------------------------------------- | ---- | --------------- | ---- | ---------- | --------- | ---------- | ---- |
| FRG     | Jugend-Europameisterschaft (Junioren) | 1986 | Louvin La Neuve | BEL  | Silber     |           |            |      |
| FRG     | Weltmeisterschaft                     | 1989 | Dortmund        | FRG  | Qual       | letzte 32 | letzte 128 | 19   |
| FRG     | Weltmeisterschaft                     | 1987 | New Delhi       | IND  | letzte 128 | letzte 64 | letzte 64  | 14   |